# Nanoscale
Nanoscale — рецензований науковий журнал, що висвітлює експериментальні та теоретичні дослідження в усіх сферах нанотехнологій і нанонауки. Це мультидисциплінарний журнал, який охоплює різні галузі нанонауки, такі як фізика, хімія, біологія, медицина, матеріалознавство, енергетика/навколишнє середовище, інформаційні технології, охорона здоров’я та відкриття ліків, а також електроніка.
Журнал видає Королівське хімічне товариство. Створено у співпраці Королівського хімічного товариства та Національного центру нанонауки та технологій (NCNST) у Пекіні, КНР.
Головні редактори: Чунлі Бай, Дірк Гулді. 
За даними Journal Citation Reports , імпакт-фактор журналу на 2021 рік становить 8,307.